# Opération vol
Opération vol (en France) ou Ça prend un voleur (au Québec) (It Takes a Thief) est une série télévisée américaine en un pilote de 100 minutes et 65 épisodes de 51 minutes, créée par Roland Kibbee et diffusée entre le 9 janvier 1968 et le 23 mars 1970 sur le réseau ABC.
En France, la série a été diffusée à partir du 11 juillet 1970 sur la deuxième chaîne de l'ORTF et rediffusée sur 13ème rue.

## Synopsis
Alexander Mundy est un gentleman cambrioleur à l'américaine, jeune, beau, séduisant, volant les riches mais défendant les innocents... Alors qu'il est condamné à une peine de prison, une organisation secrète appelée le SIA. lui propose la liberté en échange de ses services. Ses missions le conduisent aux quatre coins du monde et l'obligent à endosser de multiples identités.

## Distribution
- Robert Wagner (VF : Vincent Davy - Saisons 1 et 2 - Dominique Paturel - saison 3) : Alexander Mundy
- Fred Astaire (VF : Bernard Dhéran) : Alistair Mundy (1969-1970)
- Malachi Throne : Noah Bain (1968-1969)
- John Russell : William Dover (1969)
- Ed Binns : Wally Powers (1969-1970)
- George Murdock : Fred Devon (1969-1970)
- Susan Saint James : Charlie Brown (1968-1970)

## Fiche technique
- Titre original : It Takes a Thief
- Titre français : Opération Vol
- Créateur : Roland Kibbee
- Producteurs : Gene L. Coon, Frank Price, Winston Miller, Leslie Stevens, Mort Zarcoff, Jack Arnold, Glen A. Larson, Paul Mason, Leonard Horn et Jeannot Szwarc
- Producteurs exécutifs : Gordon Oliver, Frank Price et Jack Arnold
- Création du thème musical : Dave Grusin
- Supervision de la musique : Stanley Wilson
- Musique : Benny Golson, Oliver Nelson, Billy Goldenberg, Lyn Murray, Ralph Burns, Ralph Ferraro, Ernie Freeman, Dave Grusin, Richard Shores et Patrick Williams
- Photographie : Andrew Jackson, Richard Batcheller, Gene Polito, Ralph Woolsey, Enzo Serafin, Ray Flin, William Margulies, Enzo A. Martinelli, Alric Edens, Richard C. Glouner et Ray Rennahan
- Supervision du montage : Richard Belding
- Montage : Frank Morriss, Tony Martinelli, Jean-Jacques Berthelot, Robert F. Shugrue, Douglas Stewart, Edward Haire, Edwin H. Bryant, George Ohanian, John Elias, Gabrio Astori, Robert K. Richard, John Baxter Rogers, Edward M. Abroms, Edward A. Biery, Milton Shifman et Howard Terrill
- Distribution : Tom Jennings
- Création des décors : Alexander A. Mayer et Aurelio Crugnola
- Création des costumes : Burton Miller et Luis Estevez
- Effets spéciaux de maquillage : Bud Westmore
- Effets spéciaux visuels : Wayne Fitzgerald
- Compagnie de production : Universal Television
- Compagnie de Distribution : Studios USA Television
- Pays d'origine :  États-Unis
- Langue : Anglais Mono
- Durée : 51 minutes (65 épisodes) + 100 minutes (Téléfilm pilote)
- Image : Couleurs (Technicolor)
- Ratio écran : 1.37:1 Full Screen 4:3
- Négatif : 35 mm

## Épisodes

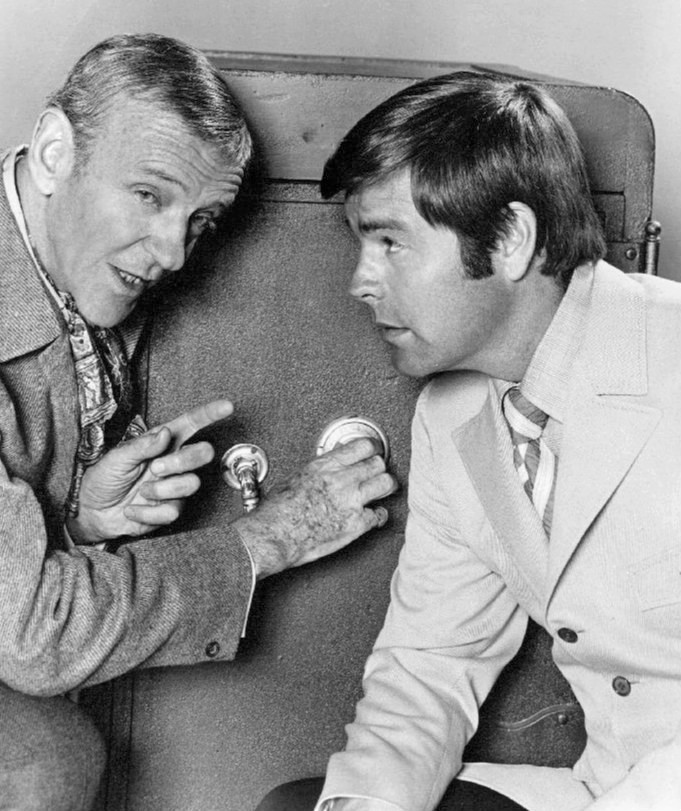
Photo publicitaire de Fred Astaire et Robert Wagner

Les épisodes avec un titre français ont été doublés : il y en a au total 51.
Ceux comportant un unique titre en anglais sont inédits en France.

### Première saison (1968)
1. A Thief is a Thief (100 minutes)
2. Quand un voleur rencontre un autre voleur (It Takes One to Know One)
3. Un garçon et une fille (When Boy Meets Girl)
4. Une réception pleine d'ambiance (A Very Warm Reception)
5. L'Ange triste (One Illegal Angel)
6. La Ceinture du prophète (Totally By Design)
7. Le Manteau de zibeline (When Thieves Fall In)
8. Vacances de millionnaires (A Spot of Trouble)
9. Rencontre amicale (When Good Friends Get Together)
10. Le Camée de Pétrovie (Birds of a Feather)
11. Concurrence (To Steal a Battleship)
12. Vol par procuration (Turnabout)
13. L'Otage (The Radomir Miniature)
14. Radioguidage (Locked in the Cradle of the Keep)
15. Une affaire royale (A Matter of Royal Larceny)
16. Le Journal de la vieille dame (The Lay of the Land)

### Deuxième saison (1968-1969)
1. On a volé le mort (One Night on Soledade)
2. Faites chanter Caruso (A Sour Note)
3. Le Magicien volant (The Bill is in Comittee)
4. Quelle chaleur ! (The Thingamabob Heist)
5. Vol en révolution (Get Me to the Revolution Time)
6. Danger ! Radiations (The Packager)
7. Opération Centaure - 1re partie (Hans Across the Border - Part 1)
8. Opération Centaure - 2e partie (Hans Across the Border - Part 2)
9. Festival (A Case of Red Turnips)
10. Le Diamant de la baronne (The Galloping Skin Game)
11. Travail d'artiste (Glass Riddle)
12. Casse-tête chinois (To Catch a Roaring Lion)
13. Guess Who's Coming to Rio? (Vacances à Rio) (*)
14. Copie conforme (The Artist Is For Framing)
15. La Cicatrice (The Naked Billionaire)
16. Chassé-croisé - 1re partie (A Matter of Grey Matter - Part 1)
17. Chassé-croisé - 2e partie (A Matter of Grey Matter - Part 2)
18. Patte de velours (Catspaw)
19. Boom at the Top (Feux rouge) (*)
20. Le Trou dans le mur (The Funeral Is on Mundy)
21. Rapport secret (The Baranoff Time Table)
22. Le Vieux (Rock-Bye, Bye, Baby)
23. La Famille (The Family)
24. Concours de beauté (38-23-36)
25. Échec (The Great Chess Gambit)
26. Made in Japan

(*) Version française perdue. VOST disponible uniquement en DVD.

### Troisième saison (1969-1970)
1. Saturday Night in Venice
2. Who'll Bid 2 Million Dollars?
3. The Beautiful People
4. Le Coffre du casino (The Great Casino Caper)
5. De la part d'Alexandre (Flowers from Alexander)
6. The Blue Blue Danube
7. Les Trois Vierges de Rome (The Three Virgins of Rome)
8. Payoff in the Piazza
9. Le Roi des voleurs (The King of Thieves)
10. A Friend in Deed
11. Un mur en or (The Second Time Around)
12. The Old Who Came in From the Spy
13. To Lure a Man
14. Le Scorpion (The Scorpio Drop)
15. Haute couture (Nice Girls Marry Stock Brokers)
16. Le Grand Tourbillon (The Steal-Driving Man)
17. Les Doigts de fée (Touch of Magic)
18. La Cité de la fortune (Fortune City)
19. Situation Red
20. To Sing a Song of Murder ("La Chanson du Tueur") (*)
21. The Suzie Simone Caper
22. La Petite Princesse (An Evening With Alistair Mundy)
23. Beyond a Treasonable Doubt
24. Project X

## Commentaires
- Le pilote de la série a été remonté de 75 à 99 minutes pour en faire un téléfilm dont le titre est Magnificent Thief lors de rediffusions à la télévision américaine. C'est désormais sous ce montage qu'il est disponible dans le domaine public.
- Le titre fait référence au proverbe anglais « It takes a thief to catch a thief » littéralement : « Il faut un voleur pour attraper un voleur », qui correspond à l'expression: « A voleur, voleur et demi »[1].
- Au Québec, la série a été diffusée sous le titre « Ça prend un voleur », qui est la traduction littérale du titre original utilisant le québécisme « ça prend » = « il faut ».
- Robert Wagner fut doublé par Vincent Davy pour les saisons 1 et 2, puis par Dominique Paturel pour la saison 3.
- La saison 3 a été en partie filmée en Europe, principalement en Italie à Venise, Rome, Capri ainsi que d'autres capitales italiennes.
- Un remake au cinéma avec Will Smith dans le rôle d'Alexander Mundy fut annoncé en 2006 et aussitôt abandonné et le studio Universal n'a toujours pas de plan à ce sujet.
- Dans la 3e saison de Las Vegas, on peut noter un clin d'œil à Robert Wagner, invité de l'épisode  (Le Gourou des cœurs) en tant que Alex Avery.

## Récompense
- Primetime Emmy Award 1968 : Meilleure photographie pour Ralph Woolsey [2].

## DVD
La série est sortie en format DVD dans plusieurs pays :
-  États-Unis :

Chez l'éditeur Entertainment One.
- Coffret Intégrale de la série (18 DVD) le 15 novembre 2011 ASIN B005DKS1Z8
- Coffret Intégrale de la saison 1 (5 DVD) le 2 octobre 2012 ASIN B008I34Y3K

-  Australie :

Chez l'éditeur Madman Entertainment (Les disques sont lisibles dans le monde, il s'agit de free zone).
- Coffret Intégrale de la saison 1 (5 DVD) ASIN B004IIJS4Y
- Coffret Intégrale de la saison 2 (7 DVD) ASIN B00A8VPP7E
- Coffret Intégrale de la saison 3 (6 DVD) ASIN B00GXWTXZC

-  France :

Chez l'éditeur Elephant Films.
- Coffret intégrale de la saison 1 (6 disques) le 30 septembre 2015 ASIN B00ZVFT1PE
- Coffret intégrale de la saison 2 (7 disques) le 20 janvier 2016 ASIN B0178JXF98
- Coffret intégrale de la saison 3 (6 disques) le 27 avril 2016 ASIN B01BE28LY4
- Coffret intégrale de la série (19 disques) le 5 octobre 2016 ASIN B01HIWHVZE